# Referendum w ZSRR w 1991 roku

Republiki Związku Radzieckiego oficjalnie uczestniczące w referendum na temat przyszłości związku. Na oznaczono republiki związkowe, które opowiadały się za pozostaniem w związku (zarówno przed jak i po przewrocie sierpniowym). W kolorze republiki związkowe, które opowiadały się za pozostaniem w związku, ale po przewrocie sierpniowym dążyły do niepodległości. W kolorze republiki związkowe, które zbojkotowały referendum, domagając się pełnej niepodległości.

Referendum na temat zachowania Związku Radzieckiego – referendum dotyczące przyszłości Związku Radzieckiego przeprowadzone 17 marca 1991 z inicjatywy prezydenta ZSRR Michaiła Gorbaczowa.
O przeprowadzeniu referendum zdecydował 24 grudnia 1990 IV Zjazd Deputowanych Ludowych ZSRR.
Wbrew wynikom referendum, w sposób niedemokratyczny kontynuowano dążenia do rozpadu Związku Radzieckiego. Związek Radziecki oficjalnie zakończył swoje istnienie 26 grudnia 1991 roku. Prezydent ZSRR Michaił Gorbaczow, a także szereg historyków i badaczy nazywali rozpad państwa pogwałceniem i naruszeniem woli ludu.
Udziału w organizacji referendum odmówiły republiki ZSRR, które wybrały samodzielny byt państwowy: Armenia, Estonia, Gruzja, Litwa, Łotwa, Mołdawia. Decyzję o przeprowadzeniu referendum, w którym obywatele ZSRR odpowiadali na pytanie dotyczące zachowania ZSRR jako federacji suwerennych, równoprawnych republik, podjęło 9 republik radzieckich:
| Republika          | Za        | Za   | Przeciw | Przeciw | Głosy nieważne | Wszystkie głosy | Frekwencja |
| Republika          | Głosy     | %    | Głosy   | %       | Głosy nieważne | Wszystkie głosy | Frekwencja |
| ------------------ | --------- | ---- | ------- | ------- | -------------- | --------------- | ---------- |
| Armeńska SRR       | -         | -    | -       | -       | -              | -               | -          |
| Azerbejdżańska SRR | 2 709 246 | 94,1 | 169 225 | 5,9     | 25 326         | 2 903 797       | 75,1       |
| Białoruska SRR     |           | 82,7 |         | 17,3    |                |                 | 83,3       |
| Estońska SRR       | -         | -    | -       | -       | -              | -               | -          |
| Gruzińska SRR      | -         | -    | -       | -       | -              | -               | -          |
| Kazachska SRR      |           | 95,6 |         | 4,4     |                |                 | 88,2       |
| Kirgiska SRR       |           | 94,5 |         | 5,5     |                |                 | 96,4       |
| Łotewska SRR       | -         | -    | -       | -       | -              | -               | -          |
| Litewska SRR       | -         | -    | -       | -       | -              | -               | -          |
| Mołdawska SRR      | -         | -    | -       | -       | -              | -               | -          |
| Rosyjska FSRR      |           | 71,3 |         | 28,7    |                |                 | 75,4       |
| Tadżycka SRR       |           | 96,2 |         | 3,8     |                |                 | 94,4       |
| Turkmeńska SRR     | 1 766 584 | 98,3 | 31 203  | 1,7     |                |                 | 97,7       |
| Ukraińska SRR      |           | 70,2 |         | 29,8    |                |                 | 83,5       |
| Uzbecka SRR        | 9 196 848 | 94,8 |         | 5,2     |                | 9 830 782       | 95,6       |
| Całkowicie         |           | 76,4 |         | 23,6    |                |                 | 80,0       |

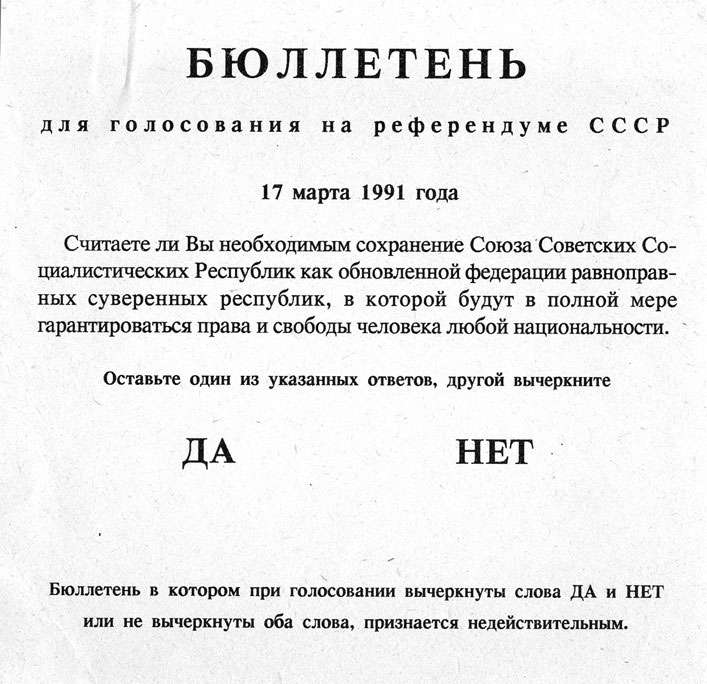
Kartka do głosowania z pytaniem: Czy uważasz za niezbędne zachowanie Związku Socjalistycznych Republik Radzieckich jako odnowionej federacji równoprawnych suwerennych republik, w których prawa człowieka i wolność każdej narodowości będą w pełni zagwarantowane?

Wyniki w republikach, gdzie nie zostały utworzone centralne komisje wyborcze (wyniki dotyczą tych wyborców, którzy wzięli udział w głosowaniu tam, gdzie referendum było przeprowadzone):
| Republika                | Frekwencja | Za   |
| ------------------------ | ---------- | ---- |
| Gruzińska SRR            | –          | –    |
| – Południowoosetyjski OA | 96,3       | 99,9 |
| – Abchaska ASRR          | 52,4       | 98,6 |
| Mołdawska SRR            | 83,3       | 98,3 |
| Łotewska SRR             | 65,1       | 95,1 |
| Armeńska SRR             | 72,1       | 71,6 |
| Estońska SRR             | 74,2       | 95,0 |